# Lepturges canocinctus
Lepturges canocinctus är en skalbaggsart som beskrevs av Gilmour 1962. Lepturges canocinctus ingår i släktet Lepturges och familjen långhorningar. Inga underarter finns listade i Catalogue of Life.